# Équation de Mayo-Lewis
L'équation de Mayo-Lewis concerne l'obtention de copolymères diblocs par polyaddition. Elle permet de relier la composition instantanée du copolymère (pourcentage d'unités A et B) à la composition du mélange de monomères (pourcentage de monomères A et B). Elle donne également une idée de la structure du copolymère : statistique, à bloc, alterné…
L'équation est la suivante :
{\displaystyle {\frac {\mathrm {d} [A]}{\mathrm {d} [B]}}={\frac {[A].(r_{A}[A]+[B])}{[B].(r_{B}[B]+[A])}}}
Les concentrations en monomères sont données entre crochets. Les {\displaystyle r_{A}} et {\displaystyle r_{B}} sont les rapports de réactivité, caractéristiques d'un couple de monomères à une température donnée.

## Contexte et démonstration
On synthétise un copolymère à partir des monomères A et B, en chaîne. À chaque addition d'un nouveau motif, on a quatre cas possibles:

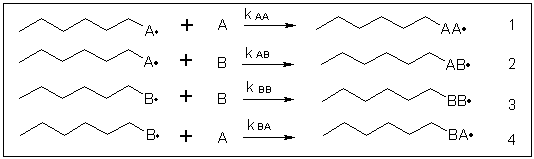
Possibilités lors d'une copolymérisation en chaîne

On cherche à savoir quelle sera la proportion des unités monomères issues de A et B dans le copolymère formé. On peut écrire la vitesse de disparition des deux monomères:
{\displaystyle -{\frac {\mathrm {d} [A]}{\mathrm {d} t}}=k_{AA}[A^{\bullet }][A]+k_{BA}[B^{\bullet }][A]} 

{\displaystyle -{\frac {\mathrm {d} [B]}{\mathrm {d} t}}=k_{BB}[B^{\bullet }][B]+k_{AB}[A^{\bullet }][B]} 

Dans l'hypothèse de l'AEQS, {\displaystyle k_{AB}[A^{\bullet }][B]=k_{BA}[B^{\bullet }][A]} La concentration en centres actifs reste constante. 

En faisant le rapport des deux vitesses de disparition en tenant en compte de cette égalité, on obtient:
{\displaystyle {\frac {\mathrm {d} [A]}{\mathrm {d} [B]}}={\frac {[A]}{[B]}}{\frac {{\frac {k_{AA}}{k_{AB}}}[A]+[B]}{{\frac {k_{BB}}{k_{BA}}}[B]+[A]}}}
On peut introduire les rapports de réactivité: {\displaystyle r_{A}={\frac {k_{AA}}{k_{AB}}}} et {\displaystyle r_{B}={\frac {k_{BB}}{k_{BA}}}}. 

On aboutit à: {\displaystyle {\frac {\mathrm {d} [A]}{\mathrm {d} [B]}}={\frac {[A]}{[B]}}{\frac {r_{A}[A]+[B]}{r_{B}[B]+[A]}}} 

C'est l'équation de Mayo-Lewis.

## Calcul de composition
On définit les fractions molaires:
- des unités monomères dans le copolymère formé: {\displaystyle F_{A}=1-F_{B}={\frac {\mathrm {d} [A]}{\mathrm {d} [A]+\mathrm {d} [B]}}}
- des monomères dans le mélange de monomère: {\displaystyle f_{A}=1-f_{B}={\frac {[A]}{[A]+[B]}}}

alors l'équation de Mayo-Lewis devient:
À partir de cette relation, si on connait les rapports de réactivité, on peut calculer la composition d'un mélange de monomères à maintenir constante pour aboutir a un copolymère de composition donnée.

## Répartition des motifs
Selon les valeurs des rapports de réactivité {\displaystyle r_{A}} et {\displaystyle r_{B}}, on peut avoir une idée de la structure du copolymère. Ainsi, si {\displaystyle r_{A}={\frac {k_{AA}}{k_{AB}}}>1} alors: {\displaystyle k_{AA}>k_{AB}}. dans ce cas, l'unité monomère A réagira préférentiellement sur elle-même plutôt que sur une unité B.
Un certain nombre de cas limites existent.
- {\displaystyle r_{A}} et {\displaystyle r_{B}} << 1: les unités réagissent préférentiellement sur l'autre type et on obtient un copolymère alterné: {\displaystyle (A-B-A-B-A-B-A-B-A-B-A-B)_{n}}
- {\displaystyle r_{A}} et {\displaystyle r_{B}} {\displaystyle \mathbb {t} 1:}: les unités réagissent sur elles-mêmes ou sur l'autre sorte indifféremment. Le copolymère est statistique[2]: {\displaystyle (A-B-B-A-B-B-B-A-A-B-A-A)_{n}}
- {\displaystyle r_{A}>1} et {\displaystyle r_{B}<1}: les unités de A réagissent entre elles et celles de b sur A aussi. Le copolymère enchaîne surtout des unités A avec quelques accidents de B, jusqu'à ce que beaucoup d'unités A soient consommées: {\displaystyle (A-A-B-A-A-A-A-B-A-A-A-A-B)}.
- {\displaystyle r_{A}>1} et {\displaystyle r_{B}>1}: dans ce cas hypothétique la copolymérisation ne se ferait pas ou mal.

Pour se rendre compte de la dérive de composition, il suffit de tracer le diagramme de composition d'un monomère : {\displaystyle F_{A}=f(f_{A})}. En effet, en analysant la courbe, si {\displaystyle F_{A}>f_{A}}, alors le copolymère est plus riche en {\displaystyle A} que le milieu réactionnel. On en déduit alors que le monomère {\displaystyle A} est plus réactif que le monomère {\displaystyle B}, donc on consomme préférentiellement du {\displaystyle A} par rapport au {\displaystyle B}. Par conséquent, le milieu s'appauvrit en {\displaystyle A} ({\displaystyle f_{A}} diminue).

## Calcul des rapports de réactivité
Si on pose: {\displaystyle x={\frac {[A]}{[B]}}} et {\displaystyle y={\frac {F_{A}}{F_{B}}}}, l'équation de Mayo-Lewis devient: {\displaystyle x-{\frac {x}{y}}=r_{A}{\frac {x^{2}}{y}}-r_{B}}

On peut préparer des copolymères de compositions différentes et tracer {\displaystyle x-{\frac {x}{y}}} en fonction de {\displaystyle {\frac {x^{2}}{y}}}. La courbe obtenue est une droite dont la pente et l'ordonnée à l'origine permettent de remonter aux rapports de réactivité. D'autres méthodes existent.